# IC 2272
IC 2272 је двојна звијезда у сазвјежђу Рак која се налази на листи објеката дубоког неба у Индекс каталогу.
Деклинација објекта је + 18° 44' 4" а ректасцензија 8h 18m 6,6s.